# Žižkov

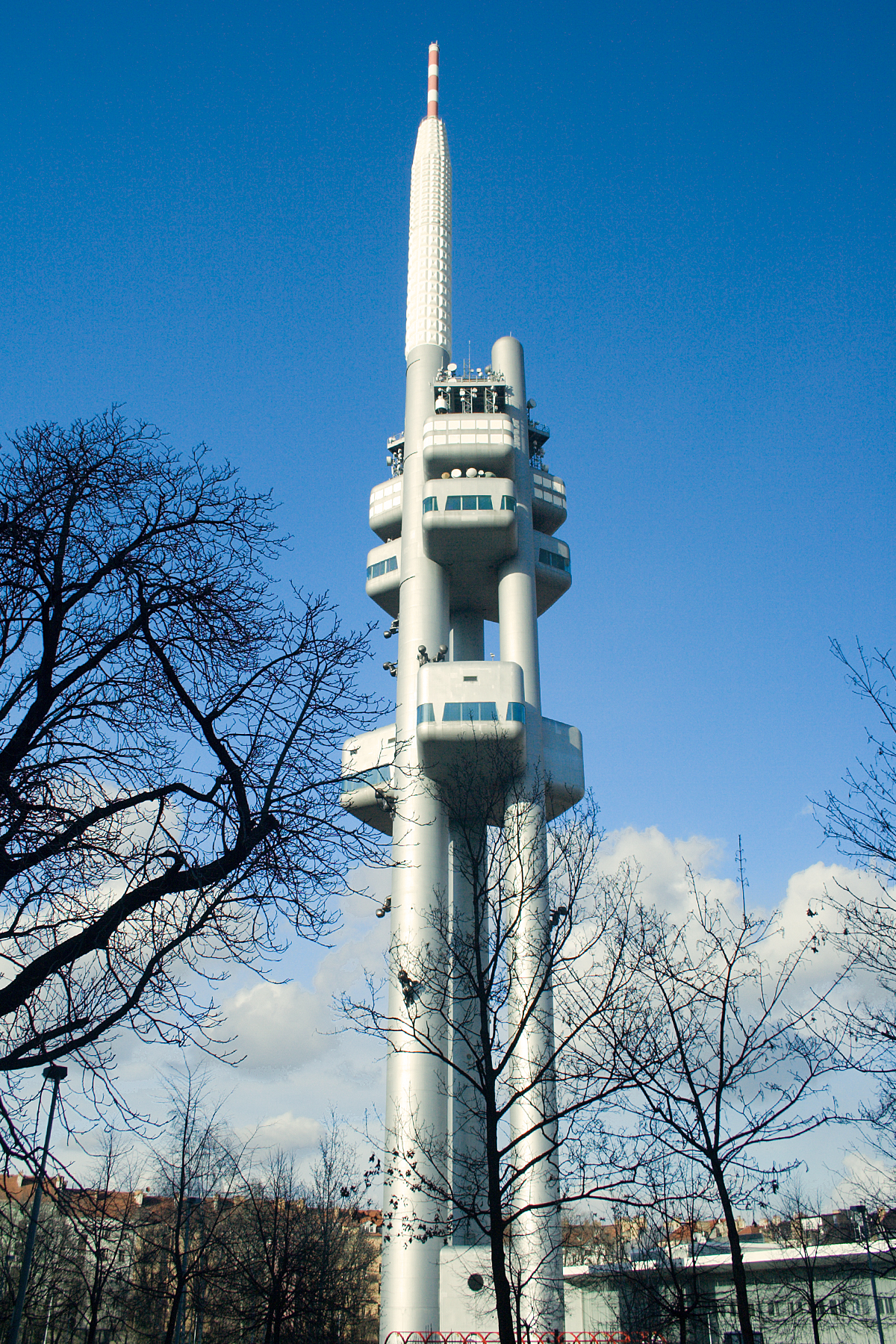
Wieża telewizyjna Žižkov

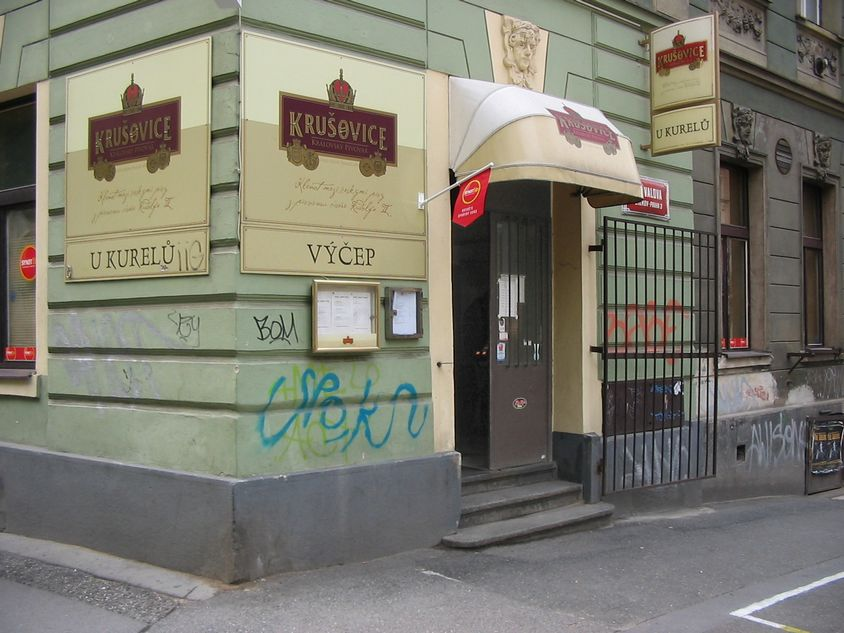
Jedna z žižkovskich gospód

Žižkov (niem. Zischkaberg, Žižkow, Zizkow, w latach 1939–1945 Veitsberg) – dzielnica Pragi (do 1922 oddzielne miasto), położona na prawym brzegu Wełtawy, na wschód od centrum miasta. 

## Etymologia
Nazwa dzielnicy pochodzi od Jana Žižki i stoczonej przez niego w 1420 roku bitwy o Witkową Górę.

## Historia
Žižkov był tradycyjnym miejscem wieszania przestępców. Charakteryzuje się bardzo zwartą zabudową składającą się z czynszowych kamienic z przełomu XIX i XX wieku. Ulice są wąskie i nierzadko strome. W latach 70. XX wieku komunistyczne władze Pragi zadecydowały o całkowitej przebudowie dzielnicy. Ulice miały zostać poszerzone, a w miejsce kamienic planowano wybudować bloki mieszkalne. Planów tych jednak nie zdołano wprowadzić w życie. Natomiast większość starych kamienic odnowiono na początku XXI wieku. W tym samym czasie na Žižkovie zaczęli osiadać imigranci, zwłaszcza Ukraińcy.
Dzielnica była zamieszkiwana m.in. przez robotników, w tym osoby biedne. Dawniej nazywana "czerwonym Žižkovem" ze względu na dużą liczbę członków partii komunistycznej wśród jej mieszkańców, choć opinia o typowo robotniczej dzielnicy była przesadzona. Jednym z obywateli dzielnicy był noblista (1984), Jaroslav Seifert, który twierdził, że "niezbyt przyjemnego zapachu Žižkova nie zamieniłby na żaden zapach Paryża".
Znajduje się tu zbudowana w latach 1985–1992 wieża telewizyjna Žižkov, a na wzgórzu Witkowa Góra monumentalny pomnik Jana Žižki wzniesiony w latach 1929–1932 nazywany Narodowym Miejscem Pamięci. Ponadto istnieją dwa kościoły: neogotycki, trójnawowy kościół św. Prokopa z lat 1899–1903, zbudowany według planów Josefa Mockera oraz kościół św. Anny – późnosecesyjna budowla z 1911 r. wzniesiona według projektu Eduarda Sochora.
Swoją siedzibę ma tu klub piłkarski FK Viktoria Žižkov.